# Tom DeLonge
Thomas Matthew DeLonge, detto Tom (Poway, 13 dicembre 1975), è un cantante e chitarrista statunitense, cofondatore della band pop punk Blink-182 e leader della alternative rock/emo band Angels & Airwaves.

## Biografia
Figlio di un'agente immobiliare e di un dirigente di un'agenzia elettrica, Tom ha un fratello maggiore di nome Shon e una sorella minore, Kari. L'adolescenza fu segnata da qualche problema: già da ragazzo ebbe a che fare con l'alcool, fino ad essere espulso persino dalla scuola che frequentava, insieme al suo miglior amico. Al suo ritorno però venne accolto trionfalmente dai suoi compagni che lo soprannominarono Homecoming King.
Il suo primo rapporto con la musica avvenne all'età di 11 anni, quando i suoi genitori gli regalarono una tromba; in seguito però decise di imparare a suonare la chitarra, dopo che all'età di sedici anni ne ricevette una in regalo da un gruppo di amici, ma è mentre si trovava in una festa ad ascoltare gruppi come Descendents, Stiff Little Fingers e Dinosaur Jr., che si innamorò del punk.

## Carriera

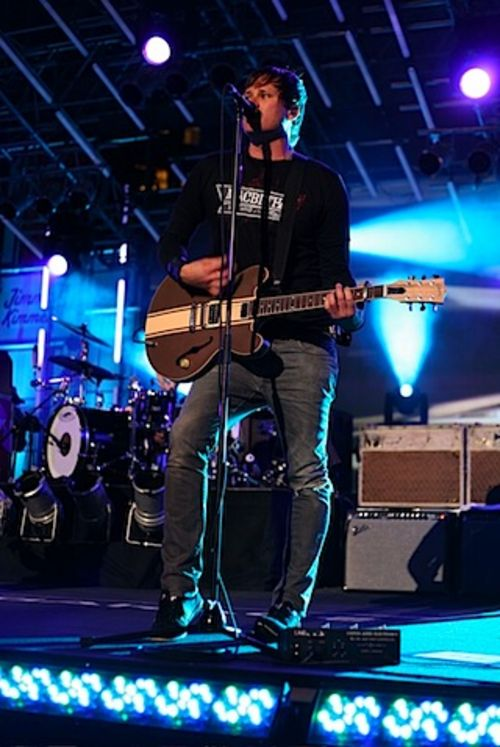
Tom Delonge in concerto nel 2009.

Nel 1992 formò i Blink insieme a Mark Hoppus e Scott Raynor (quest'ultimo successivamente sostituito da Travis Barker), che più tardi, in seguito ad un contenzioso con un omonimo gruppo irlandese, divennero i Blink-182, nome con il quale sono diventati celebri.
Con il batterista del gruppo, Travis Barker ha dato vita nel 2002 ad un progetto parallelo, i Box Car Racer, band rock creata da Tom mentre i Blink-182 si stavano prendendo una pausa, poiché sentiva che doveva esprimere in qualche modo i sentimenti che provava in quel periodo e che non aveva modo di esprimere con la band principale. Il gruppo si è sciolto dopo un solo anno di attività per volere di Tom.
Dopo lo scioglimento dei Blink-182, fonda nel 2005 gli Angels & Airwaves, con cui ha prodotto attualmente sei dischi: We Don't Need to Whisper (2006), I-Empire (2007), Love (2010) e Love Part 2 (2011), The Dream Walker (2014), Lifeforms (2021) ed un film, Love (2011) di cui l'omonimo album è colonna sonora.
A seguito della reunion annunciata nel febbraio del 2009 e il successivo tour estivo per l'America, i Blink-182 hanno deciso di prendersi un periodo di riposo per la fine dell'anno, per poi rincontrarsi nel 2010 per iniziare la registrazione del nuovo album. Nell'estate 2010 si è svolto il loro tour europeo terminato a Bologna con l'I-Day festival del 4 settembre dello stesso anno. Dopo di esso, da fine settembre fino a fine 2010 i Blink-182 si sono concentrati sui lavori per il nuovo album, il quale è uscito il 27 settembre 2011, anticipato dal singolo Up All Night, uscito il 15 luglio 2011.
Il 18 dicembre 2012, dopo un tour con gli Angels & Airwaves a primavera e uno con i Blink-182 in estate, sono usciti l'EP Dogs Eating Dogs dei Blink-182 e il doppio EP Stomping the Phantom Break Pedal degli Angels & Airwaves. Nel 2014 esce The Dream Walker degli Angels & Airwaves, realizzato in collaborazione con il membro della band Ilan Rubin.
Il 30 dicembre 2014 il manager di DeLonge informa con una email Mark Hoppus e Travis Barker che a Tom non interessa registrare e che preferisce occuparsi di affari extra-musicali. Nella email viene riferito che Tom DeLonge rimarrà fuori dalla band a tempo indeterminato. Segue un'intervista di Hoppus e Barker su Rolling Stone, durante la quale i due riferiscono di come DeLonge si sia comportato nei loro confronti durante tutti questi anni e di come la situazione attuale ricalchi quella già avvenuta nel 2004. Il gruppo, dichiarano i due, sarebbe dovuto entrare in studio di registrazione a breve ma Tom DeLonge avrebbe rifiutato qualsiasi tipo di attività riguardante registrazioni o concerti con i Blink-182, ponendo di fatto fine alla collaborazione con gli altri due membri del gruppo. Barker dichiara nell'intervista di come la reunion dei Blink-182 potrebbe essere stata utilizzata da DeLonge come un mezzo economico.
Qualche ora più tardi arrivano le prime smentite da parte dell'interessato Tom DeLonge, il quale dichiara di non aver lasciato il gruppo e di come in realtà stesse programmando un concerto a New York.Nel gennaio 2015 Tom lascia ufficialmente i Blink-182, facendo saltare le registrazioni del nuovo album previste all'inizio del mese.
L'11 ottobre 2022 viene annunciato il suo ritorno nei Blink-182 dopo oltre 7 anni dal suo addio.

## Vita privata

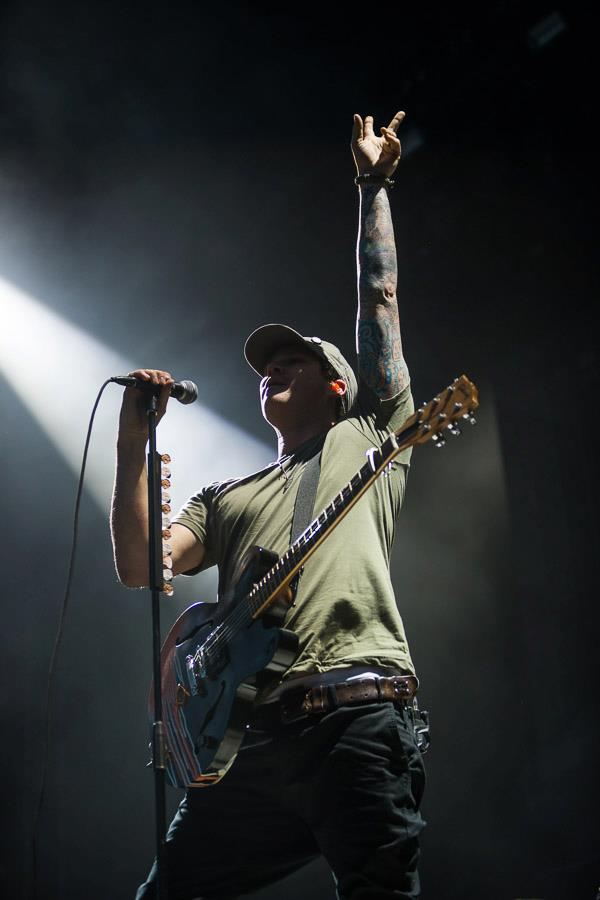
Tom DeLonge nel 2013

Oggi vive a San Diego, California senza più Jennifer Jenkins, sua moglie dal 26 maggio 2001 fino al 2019 e da cui ha avuto, il 15 luglio 2002, una figlia di nome Ava Elizabeth e il 16 agosto 2006 un figlio di nome Jonas Rocket. DeLonge e la moglie hanno divorziato nel settembre 2019.
Tom è noto per la sua passione per l'ufologia e i libri sulle cospirazioni e ha fondato la "To the Stars Academy of Arts & Science", un'organizzazione privata composta da scienziati, ingegneri aerospaziali e molte altre persone con lo scopo di studiare spazi inesplorati della scienza e della tecnologia, compresi argomenti quali UFO e vita extraterrestre.
Ha sostenuto John Kerry nel 2004 per le elezioni presidenziali come candidato per il Partito Democratico. In un'intervista con absolutepunk.net ha anche definito Barack Obama come il suo ideale candidato presidenziale, aggiungendo che pure "Hillary Clinton non sarebbe male".
Nel 2007 è stato lanciato il social network da lui fondato, Modlife, una piattaforma interattiva per artisti e celebrità.
È il proprietario della Macbeth Footwear, una linea di calzature da lui fondata. Il marchio statunitense Atticus Clothing di abbigliamento, nato in California nel 2001, fu fondata da Mark Hoppus e Tom DeLonge. Per il nome ed il logo i due musicisti si sono ispirati ad Atticus Finch, uno dei personaggi del libro Il buio oltre la siepe di Harper Lee. La band con questa iniziativa ha l'obiettivo di aiutare le piccole band alternative di tutto il mondo, supportando eventi, compilation e festival.

## Strumentazione

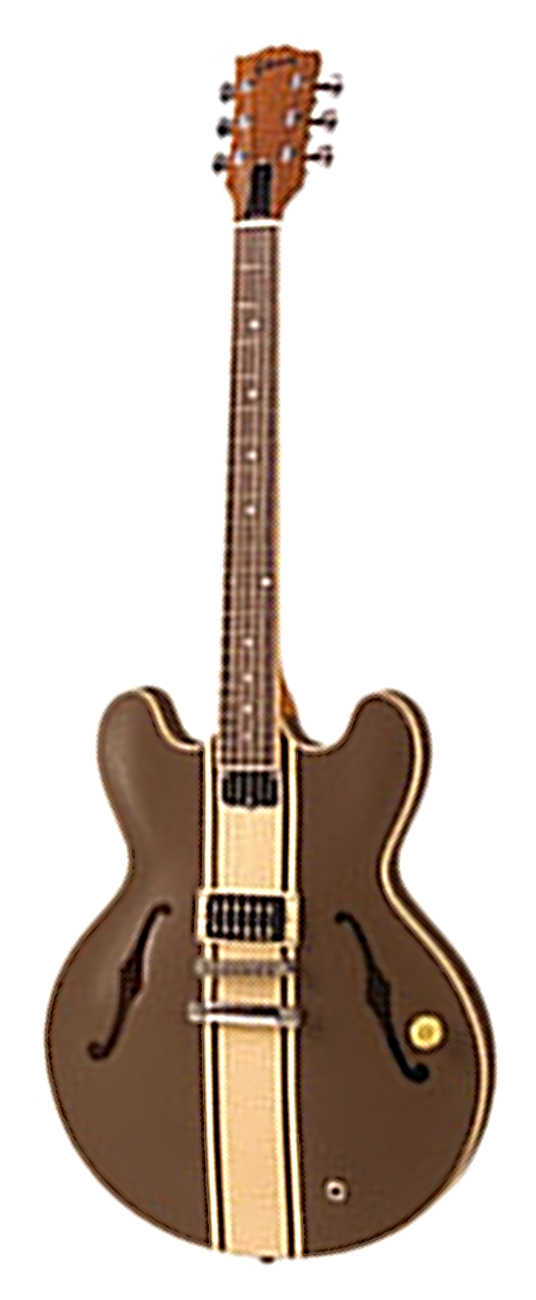
La chitarra Gibson che usa con i blink-182

Tom usa due chitarre disegnate esclusivamente per lui, la Gibson ES-333 DeLonge, marrone con una striscia color crema che corre dal manico alla fine della chitarra con un solo pick-up Gibson Dirty Fingers al ponte e meccaniche autobloccanti Sperzel utilizzata per la registrazione dell'ultimo album e usata tuttora con gli Angels & Airwaves e, fino al 2002 la Fender Tom DeLonge Stratocaster, con un solo pick-up Humbucker Seymour Duncan Invader al ponte. All'inizio della sua carriera nei Blink-182, Tom usava solamente un Mesa Boogie Triple Rectifier e una Fernandes stratocaster bianca presente anche nei video Dammit e M+M's, con un pick-up DiMarzio X2N al ponte e due single coil. Successivamente, nel 1998 inizio a utilizzare anche una Gibson Les Paul. Dal 1999, utilizzo la sua Fender Stratocaster creata in collaborazione con la storica casa produttrice americana. La strumentazione, a partire dal 1999, era collegata ad un Mesa boogie Triple Rectifier e ad un Marshall JCM900, con relativi cabinet 4x12 e 2x12 nei live. Ciò che contraddistingueva il suo vecchio suono era la giusta combinazione dei due amplificatori per ottenere una distorsione che seppur molto spinta risultava sempre molto dinamica, dato che DeLonge univa il suono distorto proveniente da due 4x12 collegate al Mesa al suono pulito della JCM900, collegata ad una sola 4x12. Ne risultava che i cabinet in distorsione erano esattamente il doppio dei cabinet da cui proveniva il suono pulito e che quest'ultimo era ottenuto solamente dalla JCM900. Ciò si può notare anche nei live girati nel 2000/2001 in poi, dove vi erano presenti 3 cabinet 2x12 e 3 cabinet 4x12, per entrambi rispettivamente uno dedicato al pulito e due alla distorsione. Mano a mano che la sua carriera procedeva, ha cominciato a usare un sistema a rack, sempre accompagnato dal Triple Rectifier, che includeva due preamplificatori, un Marshall JMP-1 e un Mesa Boogie Triaxis, due finali di potenza, un Marshall EL34 100/100 e un Mesa Boogie 2:90, e uno switcher Voodoo Labs GCX, il tutto controllato da un controller midi Custom Audio Electronics. Era inoltre presente un'unità di alimentazione Furman e un'unità wireless Shure.
Per gli Angels & Airwaves Tom faceva uso dello stesso sistema rack senza la Triple Rectifier, ma con un multieffetto TC Electronics G-Force e due speaker simulator Palmer PGA-04.
Dopo la riunione dei Blink-182, Tom usa due Fender '65 Twin Reverb per i puliti e due Vox AC30H2 per i distorti. Negli Angels & Airwaves usa gli stessi amplificatori, ma solo due per ogni tipo, mentre il secondo chitarrista David Kennedy usa gli altri due.
Tom usa anche un sintetizzatore, sia nei blink-182 che negli Angels & Airwaves, col quale si occupa delle parti elettroniche delle canzoni live.

## Discografia

### Da solista
- 2015 – To the Stars... Demos, Odds and Ends

### Con i Blink-182
- 1994 – Cheshire Cat
- 1997 – Dude Ranch
- 1999 – Enema of the State
- 2001 – Take Off Your Pants and Jacket
- 2003 – Blink-182
- 2011 – Neighborhoods
- 2023 – One More Time...

### Con i Box Car Racer
- 2002 – Box Car Racer

### Con gli Angels & Airwaves
- 2006 – We Don't Need to Whisper
- 2007 – I-Empire
- 2010 – Love
- 2011 – Love Part 2
- 2014 – The Dream Walker
- 2021 – Lifeforms

## Filmografia
| Anno | Titolo                                                 | Attore | Regista | Scrittore | Produttore | Note                      |
| ---- | ------------------------------------------------------ | ------ | ------- | --------- | ---------- | ------------------------- |
| 1999 | American Pie                                           | Sì     |         |           |            | Cameo                     |
| 1999 | The Urethra Chronicles                                 | Sì     |         |           |            | Documentario              |
| 2002 | The Urethra Chronicles II: Harder Faster Faster Harder | Sì     |         |           |            | Documentario              |
| 2002 | Box Car Racer                                          | Sì     |         |           |            | Documentario              |
| 2008 | Start the Machine                                      | Sì     |         |           |            | Documentario              |
| 2009 | One Nine Nine Four                                     | Sì     |         |           |            | Documentario              |
| 2011 | Love                                                   |        |         |           | Sì         |                           |
| 2014 | Poet Anderson: The Dream Walker                        |        | Sì      | Sì        | Sì         | Cortometraggio            |
| 2019 | Unidentified: Inside America’s U.F.O. Investigation    |        | Sì      |           | Sì         | miniserie History Channel |
| 2020 | Monsters of California                                 | Sì     |         |           |            | [ 26 ]                    |

## Opere

### Romanzi
- Poet Anderson: ...Of Nightmares, con Suzanne Young, 2015
- Sekret Machines: Book 1: Chasing Shadows, con A.J. Hartley, 2015
- Strange Times: The Ghost in the Girl, con Geoff Herbach, 2016
- Sekret Machines: Gods, Non-fiction, con Peter Levenda, 2017
- Poet Anderson: ...In Darkness, con Suzanne Young, 2018
- Sekret Machines: Book 2 – A Fire Within, con A.J. Hartley, 2018
- Sekret Machines: Man Non-fiction, con Peter Levenda, 2019

### Fumetti
- Poet Anderson: The Dream Walker #1-3, con Ben Kull, illustrati da Djet, 2015
- Strange Times: The Curse of Superstition Mountain, illustrato da Edgar Martins, Sergio Martins e Carina Morais, 2015

### Libri per bambini
- The Lonely Astronaut On Christmas Eve, illustrato da Mike Henry, 2013
- Who Here Knows Who Took My Clothes?, illustrato da Ryan Jones, 2018

### Biografie
- Blink-182: Tales From Beneath Your Mom, con Mark Hoppus, Travis Barker e Anne Hoppus, 2001

### Prefazioni
- Cathedrals of Glass: A Planet of Blood and Ice, di A.J. Hartley, 2017